# Abcoude-Proostdij

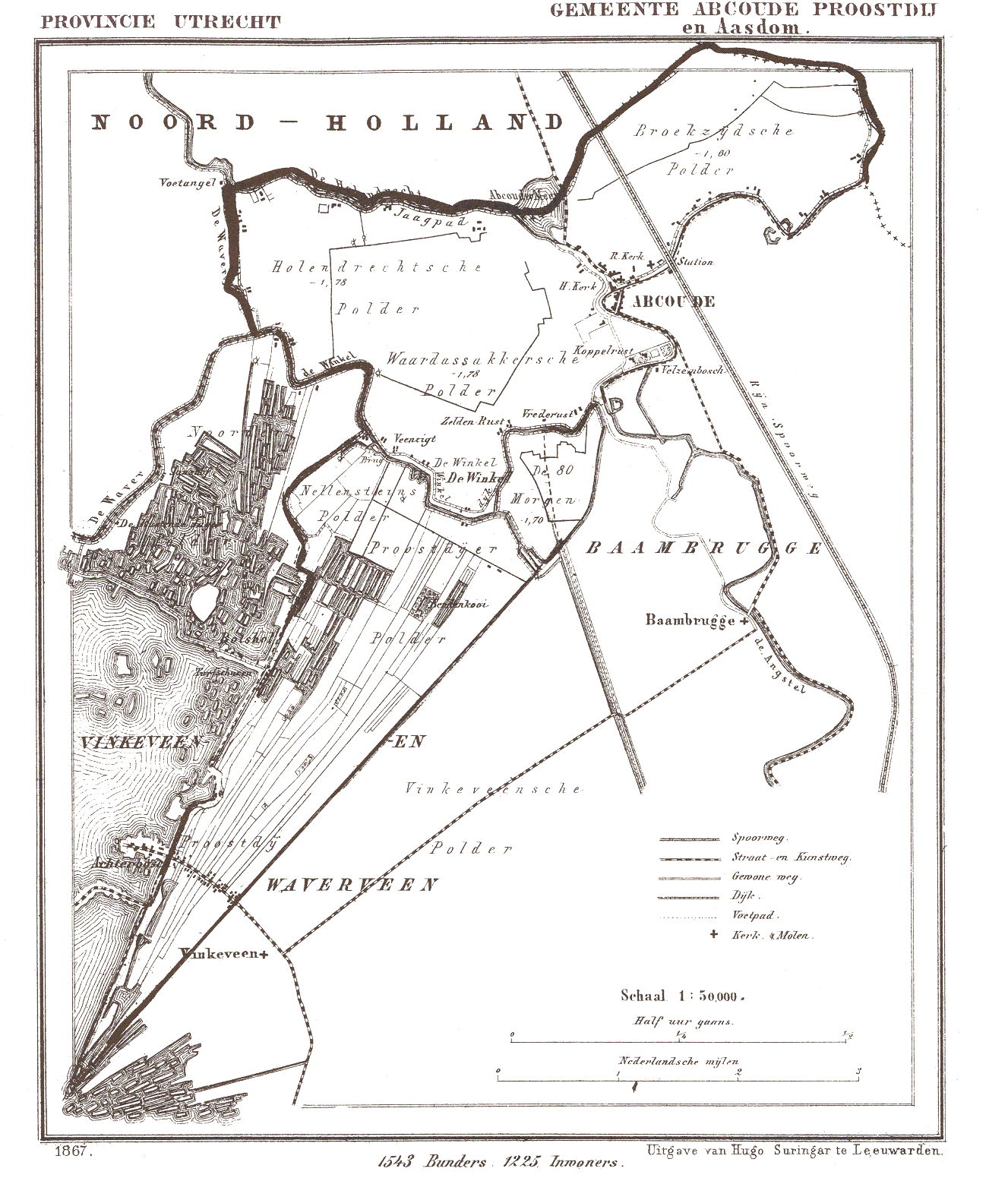
Kaart Abcoude-Proostdij

Abcoude-Proostdij (ook wel Abcoude-Proosdij en Aasdom) was een heerlijkheid van de proosdij van Sint Pieter te Utrecht in het noordwesten van de huidige provincie Utrecht.
In het begin van de 19e eeuw werd het een gemeente die behalve het dorp Abcoude de gehuchten Proostdij, Aasdom en Achterbos (Achterbosch) omvatte. Proostdij en Achterbos zijn later bij Vinkeveen gevoegd.
In 1941 werd Abcoude-Proostdij samengevoegd met Abcoude-Baambrugge tot de nieuwe gemeente Abcoude, deze is in 2011 opgegaan in de gemeente De Ronde Venen.